# Lunca Bonțului
Lunca Bonţului  elnéptelenedett falu Romániában, Kolozs megyében. Közigazgatásilag Ördöngösfüzes községhez tartozik.

## Fekvése
A Mezőségen, Ördöngösfüzestől délre, Boncnyírestől keletre helyezkedik el. A DC 106-os községi úton közelíthető meg.

## Története
1948-ban a füzesmikolai kolostorból kiűzött görögkatolikus szerzetesek Lunca Bonțului egyik házában rejtették el a könnyező Szűz Mária-ikont.
1956 előtt Boncnyíres része volt. 1956-ban 48, 1966-ban 73, 1977-ben 26 lakosa volt, mind románok. Az 1992-es népszámlálásra már elnéptelenedett. Ennek ellenére a nemzeti állatorvosi hatóság 2013-as nyilvántartásában 1 szarvasmarhával szerepelt. A falu területét turisztikai övezetté minősítették.